# Hankenhofweg
De Hankenhofweg is een straat in de plaats Schoonebeek in de Drentse gemeente Emmen.
De straat wordt gekenmerkt door de twintig arbeiderswoningen die hier tussen 1948 en 1949 werden gebouwd voor de stroom medewerkers van de Nederlandse Aardolie Maatschappij die in Schoonebeek kwamen wonen, nadat hier een groot olieveld werd ontdekt. Deze huizen zijn ontworpen door de architect Arno Nicolaï.
Kenmerkend voor de huizen zijn de accenten die Nicolaï legde op het raam van de woonkamer en de voordeur. Dit deed hij door deze iets uit de gevel te laten springen en te voorzien van een brede witte rand. Deze rand is boven de voordeur bovendien voorzien van een lichte knik die de indruk wekt van een dakje.
In hetzelfde jaar werden aan de Julianalaan ook huizen gebouwd van de tekentafel van Nicolaï: de nummers 2 t/m 8 lijken enigszins op de huizen aan de Hankenhofweg.